# HD 205342
HD 205342，又名CD-2416729，SAO 190469、HR 8247，是一颗恒星，视星等为6.4，位于銀經26.34，銀緯-45.78，其B1900.0坐标为赤經21h 29m 32.8s，赤緯-23° -45.78′ 57″。